# مالیک سانوگو
مالیک سانوگو (انگلیسی: Malick Sanogo؛ زادهٔ ۳۰ ژوئن ۲۰۰۴) بازیکن فوتبال اهل ایالات متحده آمریکا است.
وی همچنین در تیم ملی فوتبال United States U20 بازی کرده‌است.